# Yamcha
Yamcha (ヤムチャ Yamucha?) es un personaje de Dragon Ball que apareció desde los primeros capítulos como un ladrón, junto con su inseparable y pequeño amigo, Puar. Su nombre proviene de beber té en cantonés: «Yum cha». Es la representación del personaje Bonzo Sha, de la historia china Viaje al Oeste. Es el primer novio de Bulma, quien en un punto lo deja por sus constantes infidelidades.

## Biografía

### EnDragon Ball

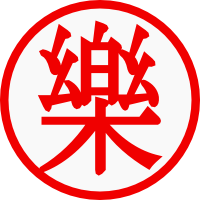
Logotipo utilizado por Yamcha al inicio de la serie.

Nacido en el año 733 de cronología de Dragon Ball, se ganaba la vida como asaltante de caminos al lado de su amigo Puar. Cuando era un bandido del desierto se encontró con Son Gokū y Bulma; en su primer encuentro casi vence a Gokū, pero cuando vio a Bulma salió huyendo antes de robarles. Mientras los seguía y planeaba un nuevo ataque escuchó sobre las Dragon Balls. Intentó arrebatárselas pero esta vez fue vencido fácilmente por Gokū, quien ya no estaba con hambre, botándole un diente con una patada. Decide unirse al grupo para robarles las Dragon Balls cuando las juntaran, pero terminó haciendo amistad con ellos e incluso venció su miedo a las mujeres y empezó una relación con Bulma. Participa en el 21 Tenkaichi Budōkai, convirtiéndose en uno de los ocho finalistas, pero es vencido fácilmente por Jackie Chun, quien lo saca del tatami usando solo la presión del aire creada por sus golpes.

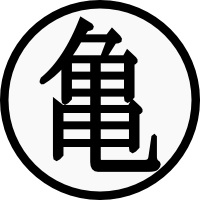
Logotipo utilizado en el uniforme de Yamcha después de entrenar con Kame Sen'nin.

Cuando Gokū ataca la base del Ejército Red Ribbon Yamcha llega con Kame Sen'nin, Bulma y el resto a ayudar, pero para cuando logran llegar ya Gokū había acabado con el ejército. Después de que la Dragon Ball no apareciera en el Dragon Radar, decide acompañar a Gokū donde Uranai Baba para averiguar su paradero. Para que ella les ayude deben vencer a sus guerreros; Yamcha pelea contra el Hombre Invisible, venciéndole con un poco de ayuda de Krilin y Kame Sen'nin, pero luego es vencido por la Momia.